# Jeanne Collonge
Pour les articles homonymes, voir Collonge.
Jeanne Collonge, née le 30 mars 1987 à Firminy dans le département de la Loire en France, est une triathlète professionnelle française, championne de France de triathlon longue distance en 2012. Vainqueur de la première édition de l'Ironman 70.3 Pays d'Aix en 2011, elle est également détentrice jusqu'en 2015, du record sur le triathlon international très longue distance (XXL) d'Embrun (Embrunman), épreuve qu'elle remporte en 2012, 2013 et 2023.

## Biographie

### Jeunesse
Jeanne Collonge a une mère triathlète et un père tennisman. Après des débuts sportifs en natation, elle s'essaie au triathlon et se découvre une vraie passion pour ce sport. Elle fait ses débuts en 2005 et participe depuis l'âge de 17 ans à de nombreuses compétitions nationales et internationales où elle se distingue par ses bons résultats.
Jeanne Collonge remporte le titre de championne de France de triathlon et de duathlon dans la catégorie junior. En 2008, elle devient championne de France espoir (U23) et intègre le collectif de préparation olympique pour les Jeux de Londres en 2012. En 2010, elle décide de se consacrer au triathlon longue distance et sollicite Yves Cordier qui accepte de l’entrainer. Elle s'installe à Nice et rejoint la section triathlon de l'Olympic Nice Natation.

### Carrière
En 2011, elle remporte la première édition de l'Ironman 70.3 Pays d'Aix et établit le record de l’épreuve en 4 h 17 min 42 s. Sortie de l'eau en deuxième position, avec une minute et trente secondes de retard sur la tête de la course, elle refait son retard dans la partie vélo, sur un parcours vallonné et technique et démarre le semi-marathon avec une minute d'avance sur sa compatriote Johanna Daumas et sur la Hongroise Erika Csomor. Grâce à un rythme soutenu, elle augmente l'écart et franchit la ligne d'arrivée en vainqueur avec plus de sept minutes d'avance sur sa première poursuivante.
Après avoir remporté une première fois l'Embrunman en 2012, elle renouvelle sa performance en 2013. 45 jours après avoir fini seconde sur l'Ironman France et à 26 ans, Jeanne Collonge domine totalement la course et ses adversaires, la Suissesse Céline Schaerer et l'Irlandaise Eimear Mullan notamment. Arrivée à la deuxième transition avec 25 minutes d'avance sur ses poursuivantes, elle ajoute à cette victoire en 10 h 56 min 53 s le record de l’épreuve. Elle devient également à cette occasion la première triathlète féminine à passer sous la barre des 11 heures durant cette compétition réputée pour être parmi les plus difficiles au monde.
En 2014, Jeanne Collonge enregistre sa deuxième victoire sur l'Ironman 70.3 Pays d'Aix où, portée par un public acquis à sa cause, elle comble en course à pied, un retard de quatre minutes trente sur la tête de course. Elle s'impose seule sur la ligne d'arrivée, devançant la triathlète belge Tine Deckers et la Néo-Zélandaise Gina Crawford. Malgré cette victoire, sa saison est compromise après une blessure au tibia qui l’empêche de prendre le départ de l'Ironman France en juin et c'est un accident de vélo lors d'un entrainement au cours duquel elle se casse le coude, qui rend impossible la défense de son titre sur l'Embrunman. 
L'année 2015 voit son retour progressif à son plus haut niveau. Elle participe à l'Ironman France à Nice, qui à cette l’occasion fête son 10e anniversaire, et partage la tête de course longtemps avec l'Américaine Caitlin Snow, elle creuse l’écart sur la partie vélo et domine les premiers kilomètres du marathon mais elle est contrainte à l'abandon, des douleurs dues à ses récentes blessures ne lui permettant pas de passer la ligne d'arrivée. Elle prend la troisième place lors de l’épreuve longue distance du triathlon EDF Alpe d'Huez derrière l’Américaine Mary Beth Ellis et la Britannique Emma Pooley avant de prendre le départ de l'Embrunman où, au terme d'une course difficile, elle termine à la seconde place derrière Emma Poley qui approche sans le battre son record. Elle renoue avec le succès sur l’épreuve longue distance du triathlon de Gérardmer. En battant le record féminin en vélo, elle prend la tête de course et termine avec plus de huit minutes d'avance sur la seconde, la Belge Alexandra Tondeur et signe son retour à son plus haut niveau.
En 2016, Jeanne Collonge participe aux championnats de France longue distance à Baudreix dans les Pyrénées-Atlantiques, malgré un parcours vélo au profil montagneux qui lui convient généralement, elle est dominée par la championne en titre Charlotte Morel qui fait preuve d'une grande maitrise en maintenant des écarts suffisants pour conserver son titre. Elle est finalement disqualifiée pour une pénalité non effectuée. Au mois de juillet, elle est la première Française à remporter le triathlon longue distance de l'Alpe d'Huez. Elle franchit la ligne d'arrivée en vainqueur avec beaucoup d'émotion et dédie sa victoire à la ville de Nice, qui a subi quelques jours plus tôt un attentat terroriste qui fait de nombreuses victimes. Elle participe à l'édition 2016 de l'Embrunman, mais sous une forte chaleur elle est victime d'un malaise pendant le marathon à la suite d'une déshydratation . Quelques semaines plus tard, bien remise de sa mésaventure, elle défend avec succès son titre sur l'épreuve longue distance du triathlon de Gérardmer, qu'elle remporte pour la seconde année consécutive. Elle participe en septembre à l'Ironman Pays de Galles ou elle signe le meilleur temps vélo. Elle entame le marathon avec cinq minutes d'avances sur ses premières poursuivantes mais cède la première place à quelques kilomètres de l'arrivée à l'Américaine Darbi Roberts qui la devance de deux minutes trente. Elle ajoute à la fin d'une saison de très bon niveau, une victoire à son palmarès en remportant pour sa première participation le Natureman, triathlon XL dans le sud de la France.
En 2017, elle se qualifie pour la finale du championnat du monde d'Ironman à Hawaï, elle est alors enceinte de son premier enfant. Elle annonce également rejoindre pour la saison 2018, l'entraineur australien Brett Sutton au sein de la Trisutto.
En 2018, elle reprend la compétition après une interruption à la suite de la naissance de son premier enfant. Elle prend part à la 1er édition de l'Ironman 70.3 de Nice ou elle livre une belle prestation qui la conduit sur la troisième marche du podium.

## Palmarès
Le tableau présente les résultats les plus significatifs (podium) obtenus sur le circuit national et international de triathlon longue distance depuis 2008,.
| Année | Compétition                            | Pays           | Position           | Temps            |
| ----- | -------------------------------------- | -------------- | ------------------ | ---------------- |
| 2023  | Embrunman                              | France         | Médaille d'or      | 11 h 0 min 5 s   |
| 2023  | Triathlon Alpe d'Huez XL               | France         | Médaille d'or      | 6 h 37 min 40 s  |
| 2023  | Ironman Lanzarote                      | Espagne        | Médaille de bronze | 10 h 20 min 52 s |
| 2022  | Ventouxman                             | France         | Médaille d'or      | 5 h 36 min 49 s  |
| 2019  | Ventouxman                             | France         | Médaille d'argent  | 5 h 37 min 51 s  |
| 2019  | Challenge Majorque                     | Espagne        | Médaille d'argent  | 4 h 27 min 34 s  |
| 2018  | Ironman 70.3 Nice                      | France         | Médaille de bronze | 4 h 55 min 10 s  |
| 2016  | Natureman                              | France         | Médaille d'or      | 4 h 42 min 57 s  |
| 2016  | Ironman Pays de Galles                 | Pays de Galles | Médaille d'argent  | 10 h 2 min 44 s  |
| 2016  | Triathlon de Gérardmer XL              | France         | Médaille d'or      | 4 h 57 min 20 s  |
| 2016  | Triathlon EDF Alpe d'Huez XL           | France         | Médaille d'or      | 6 h 33 min 32 s  |
| 2015  | Triathlon de Gérardmer XL              | France         | Médaille d'or      | 4 h 59 min 16 s  |
| 2015  | 5150 Marseille                         | France         | Médaille d'or      | 2 h 11 min 15 s  |
| 2015  | Embrunman                              | France         | Médaille d'argent  | 11 h 34 min 51 s |
| 2015  | Triathlon EDF Alpe d'Huez              | France         | Médaille de bronze | 6 h 36 min 7 s   |
| 2014  | Ironman 70.3 Pays d'Aix                | France         | Médaille d'or      | 4 h 27 min 11 s  |
| 2013  | Embrunman                              | France         | Médaille d'or      | 10 h 56 min 43 s |
| 2013  | Ironman France                         | France         | Médaille d'argent  | 9 h 20 min 51 s  |
| 2013  | Ironman Lake Tahoe                     | États-Unis     | Médaille d'argent  | 9 h 59 min 43 s  |
| 2012  | Embrunman                              | France         | Médaille d'or      | 11 h 7 min 9 s   |
| 2012  | Championnat de France LD               | France         | Médaille d'or      | 4 h 39 min 30 s  |
| 2012  | Ironman 70.3 Pays d'Aix                | France         | Médaille d'argent  | 4 h 25 min 17 s  |
| 2012  | Ironman 70.3 Norvège                   | Norvège        | Médaille de bronze | 4 h 25 min 18 s  |
| 2011  | Ironman 70.3 Pays d'Aix                | France         | Médaille d'or      | 4 h 17 min 42 s  |
| 2011  | Triathlon XL Gérardmer                 | France         | Médaille d'argent  | 4 h 57 min 57 s  |
| 2010  | Iron B des Lumieres La Ciotat          | France         | Médaille d'or      | Timing           |
| 2010  | Triathlon Half de St Rémy-sur-Durolles | France         | Médaille d'or      | Timing           |
| 2009  | Triathlon LD de l'Alpe d'Huez          | France         | Médaille d'argent  | Timing           |
| 2009  | Ironman 70.3 Monaco                    | Monaco         | Médaille de bronze | 4 h 52 min 27 s  |
| 2008  | Championnats de France                 | France         | Médaille d'argent  | 2 h 2 min 15 s   |